# Flora Telluriana
Flora Telluriana (abreviado Fl. Tellur.) es un libro con ilustraciones y descripciones botánicas que fue escrito por el polímata, naturalista, meteorólogo y arqueólogo estadounidense de origen franco-germano-italiano Constantine Samuel Rafinesque. Fue publicado en Filadelfia en cuatro volúmenes en los años 1837-1838.